# B 93 Copenhague
Pour les articles homonymes, voir B93.
Maillots
Le B af 1893 est un club danois de football basé à Copenhague. Il a été un des clubs les plus importants du championnat danois jusque dans les années 1950, avec 9 victoires entre 1916 et 1946, ce qui en fait le troisième club le plus titré du pays (derrière le KB Copenhague et le Brondby IF et à égalité avec l'AB Copenhague). 

## Historique
- 1893 : fondation du club
- 1982 : 1re participation à une Coupe d'Europe (C2)

## Palmarès
- Championnat du Danemark
  - Champion (9) : 1916, 1927, 1929, 1930, 1934, 1935, 1939, 1942, 1946

- Coupe du Danemark
  - Vainqueur (1) : 1982

## Parcours européen
Coupe des Coupes 1982-1983
- Premier tour :  Dynamo Dresde 2-3; 2-1
- Huitièmes de finale :  KSV Waterschei 0-2; 1-4